# Evan Parker
Pour les articles homonymes, voir Parker.
Evan Parker est un saxophoniste de jazz et de musiques improvisées anglais né le 5 avril 1944 à Bristol. Il est célèbre pour sa participation au développement du free jazz et de la musique improvisée en Europe, ainsi que pour le développement de techniques très personnelles au saxophone.
Evan Parker commence à étudier le saxophone à 14 ans. Il ne se dirige pas tout de suite vers la musique, mais entame des études de botanique à l'Université de Birmingham, puis déménage à Londres. En 1966, Parker commence à jouer dans le Spontaneous Music Ensemble, avec John Stevens.
En 1968, Evan Parker quitte le SME et commence à jouer régulièrement avec Derek Bailey, avec lequel il fonde le label Incus en 1971. En 2001, il fonde son propre label, PSI Records, avec l'aide du label Emanem et de son fondateur Martin Davidson.

## Influences
Ses premières influences sont les saxophonistes du Cool jazz, notamment Paul Desmond, mais Parker rend aussi hommage à Warne Marsh et Lee Konitz sur ses disques Time Will Tell (ECM, 1993) and Chicago Solo (Okkadisk, 1997). Malgré ces influences, Desmond et Konitz sont des altistes, il choisit de se spécialiser sur les saxophones ténor et soprano.
Parker se rend souvent à New York étant étudiant, grâce à son père, travaillant chez British Overseas Airways Corporation, ce qui lui permet de voyager quasi gratuitement. Là bas, il parcourt assidument Greenwich Village, et s'imprègne des expérimentations de Paul Bley, Cecil Taylor, Eric Dolphy, Steve Lacy, et d'autres grands noms du free, qui le marqueront profondément.

## Développement de la musique improvisée européenne

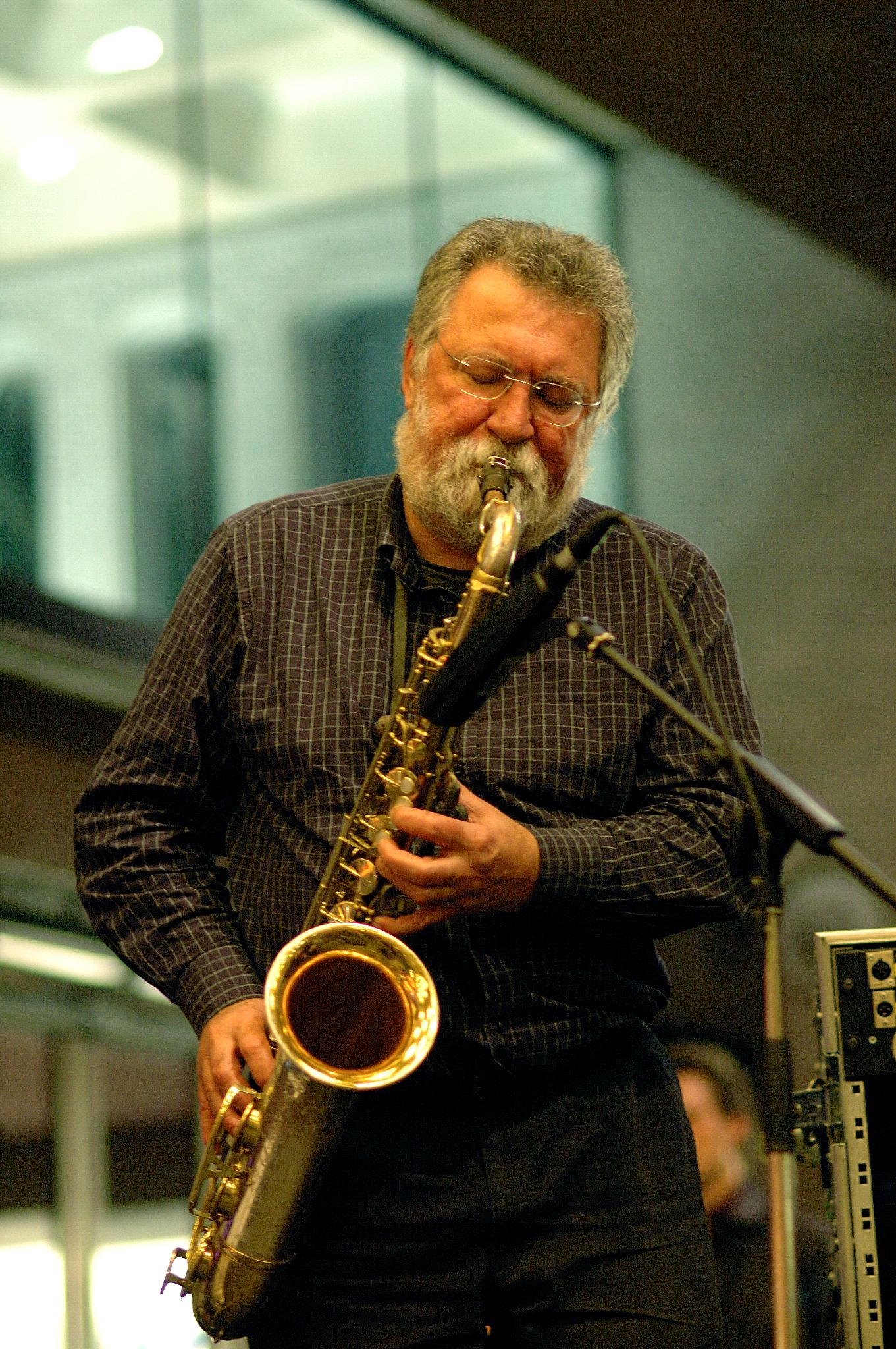
Evan Parker, 2005

Evan Parker est surtout connu pour sa participation au développement de la musique improvisée européenne dans les années 1960. Il assimile rapidement l'héritage américain - John Coltrane, Pharoah Sanders, Albert Ayler en particulier - à partir duquel il forge son propre style, immédiatement identifiable.  Ce style est basé sur une technique saxophonistique virtuose qui lui permet de créer des nappes de sons polyphoniques, grâce à une parfaite maîtrise de la respiration circulaire et au développement d'une technique personnelle utilisant les multiphoniques et "fausses notes" (harmoniques), créant l'illusion de la polyphonie.
Ses premières expérimentations étaient si intenses qu'il arrivait parfois que le sang s'écoule de son saxophone. Le résultat sonore de cette technique est une nappe de sons tournoyants, parfois mêlés de sonorités agressives, qui crée une impression fluide de mouvement multi-directionnel plutôt qu'une mélodie.
Evan Parker fait partie du Brotherhood of Breath où il remplace John Surman. Il développe de nombreuses collaborations régulières avec Kenny Wheeler, Peter Brötzmann, Irène Schweizer, Paul Lovens, Alexander Von Schlippenbach ainsi qu'un trio avec Barry Guy et Paul Lytton.
En 1990, Parker fonde l'ElectroAcoustic Ensemble où il cherche à développer l'interaction entre les outils informatiques et les instruments acoustiques.

## Reconnaissance
En 2008, Evan Parker reçoit une bourse de la fondation Paul Hamlyn, qui consiste en un soutien financier sur trois ans, visant particulièrement les artistes qui nécessitent effectivement un soutien financier pour le développement de leurs projets.

## Discographie
- The Topography of the Lungs (Incus, 1970)
- At the Unity Theatre with Paul Lytton (Incus, 1975)
- Saxophone Solos (Incus, 1976)
- Monoceros (Incus, 1978)
- Six of One (Incus, 1980)
- Incision with Barry Guy (FMP, 1980)
- Tracks (Incus, 1983)
- Hook, Drift & Shuffle (Incus, 1985)
- The Snake Decides (Incus, 1986)
- The Hearth (FMP, 1989) - Trio with Cecil Taylor and Tristan Honsinger
- Atlanta (Impetus, 1990)
- Process and Reality (FMP, 1991)
- Conic Sections (AhUm, 1993)
- Synergenics - Phonomanie III (Leo, 1993)
- Imaginary Values with Barry Guy and Paul Lytton (Maya, 1994)
- 50th Birthday Concert (FMP, 1994)
- Obliquities with Barry Guy (Maya, 1995)
- Breaths and Heartbeats with Barry Guy and Paul Lytton (Rastacan, 1995)
- Chicago Solo (Okka Disc, 1995)
- At the Vortex with Barry Guy and Paul Lytton (Emanem, 1996)
- Toward the Margins (ECM, 1996)
- Drawn Inward (ECM, 1999)
- Lines Burnt in Light (Psi, 2001)
- Memory/Vision (ECM, 2002)
- Set (Psi, 2003)
- The Eleventh Hour (ECM, 2004)
- Boustrophedon (ECM, 2004)
- Crossing the River (Psi, 2005)
- Time Lapse (Tzadik, 2006)
- The Moment's Energy (ECM, 2007)
- Whitstable Solo (Psi, 2008)
- House Full of Floors (Tzadik, 2009)

## Source
- (en) Cet article est partiellement ou en totalité issu de l’article de Wikipédia en anglais intitulé « Evan Parker » (voir la liste des auteurs).